# Amor vincit omnia (Caravaggio)
Amor Vincit Omnia è un dipinto a olio su tela (156 × 113 cm) realizzato tra il 1602 e il 1603 dal pittore italiano Caravaggio. È conservato nella Gemäldegalerie, una delle raccolte museali componenti gli Staatliche Museen di Berlino.

## Storia e descrizione
Questo dipinto - il cui titolo è derivato dalla locuzione latina Omnia vincit amor, L'amore trionfa su ogni cosa - è stato eseguito su commissione del marchese Vincenzo Giustiniani che lo pagò 300 scudi.
Il quadro, da un punto di vista iconologico, rappresenta la vittoria dell'amore sulle arti, qui riconoscibili nella partitura, nei libri e negli strumenti musicali ai piedi del fanciullo. 
Come modello, posò il garzone preferito di Caravaggio, Cecco Boneri.
Il quadro divenne subito, insieme al Suonatore di liuto, il quadro più bello e più celebre della collezione Giustiniani, tant'è vero che non pochi poeti gli dedicavano epigrammi e madrigali, e che Giovanni Baglione, rivale del Caravaggio, tenterà inutilmente di dipingerne una copia, la quale verrà realizzata per il fratello del marchese, Benedetto.
Nell'Inventario del marchese Vincenzo, datato 1638, si legge: " Nella stanza grande de' quadri antichi...n.9, un quadro con un Amore ridente in atto di dispregiar il mondo, che tiene sotto con diversi stromenti Corone, scettri et armature chiamato per fama il Cupido di Caravaggio dipinto in tela pal[mi].7, larg 5 con cornice di noce profilata e arabescata d'oro". Ne parlano anche il Baglione, bersaglio delle critiche sul suo Amor sacro e profano (1602): "Per il marchese Vincenzo Giustiniani fece un cupido a sedere dal naturale ritratto, ben colorito sì che egli dell'opera del Caravaggio, fuor de' termini invaghissi" e il Bellori (1672): "colorì un Amore Vincitore che con la destra solleva lo strale, et ai suoi piedi giacciono in terra armi, libri et altri stromenti per trofeo". Il dipinto con la dispersione e la vendita della raccolta Giustiniani venne acquistato dal Kaiser Friedrich Museum di Berlino. 
L'inventario del 1638 registra ben 13 quadri; di questi ne sono stati identificati 8, ma 3 di essi sono andati distrutti nel corso dei bombardamenti di Berlino del 1945, tra i quali il primo S. Matteo e l'Angelo. Tutti i dipinti erano collocati nella Sala de' quadri antichi di palazzo Giustiniani, nella cui Galleria erano esposti: Il Suonatore di Liuto dell'Ermitage, Amor vincit omnia di Berlino, il Cristo coronato di spine di Vienna, la Cattura di Cristo di Vienna, il S. Girolamo penitente oggi all'abbazia di Montserrat, l'Incredulità di San Tommaso della Residenza di Potsdam.

## Iconografia
Il dipinto, che prende il titolo e il tema da un passo di Virgilio, "Omnia vincit amor et nos cedamus amori" (Egloghe X, 69), era il più famoso della collezione Giustiniani, molto noto e apprezzato e, come racconta Joachim von Sandrart che lo vide in loco nel 1635, era reso ancora più seducente da una tendina verde che lo ricopriva e che il marchese toglieva solo per pochi selezionati ospiti. Nelle ali di aquila che sono indossate dall'Amore, è possibile vedere quelle che Orazio Gentileschi, pittore suo amico, prestò al Merisi e delle quali parla nella sua deposizione al processo Baglione. Il modello, ripreso "dal naturale", era un ragazzo, un monellaccio romano che viveva con lo stesso pittore e che forse era il suo amante. 
Sempre nell'ambito iconografico, la presenza dello scettro fra gli oggetti posati a terra indicherebbe la sovranità Giustiniani sull'isola di Chio, ceduta dopo l'assedio turco nel 1566, mentre il globo stellato, ravvisabile appena sotto la coscia di Amore, potrebbe suggerire un rapporto del marchese con l'astronomia e l'astrologia. Naturalmente, la penna e il libro sono indici simbolici delle qualità letterarie; il compasso e la squadra alluderebbero alle doti di architetto dilettante.
Gli oggetti che vediamo in terra, una armatura, corone d'alloro, uno spartito musicale, strumenti da carteggio e strumenti musicali, stanno a significare il rifiuto dei piaceri terreni, ma anche i molti interessi del marchese Giustiniani, come indicherebbe la presenza di una V maiuscola stampata sullo spartito (da qui anche il gioco verbale del titolo:" omnia vincit amor / omnia vincit Vincentius"). Sugli interessi "da vero nobile", fra cui primeggiano la musica e l'arte aveva scritto l'amico Amayden intorno al 1640. Maurizio Marini avvicina la posa dell'Amore con quella di San Bartolomeo dipinto da Michelangelo nel Giudizio Universale della Cappella Sistina. Riguardo agli strumenti musicali Caravaggio ha raffigurato soprattutto una "natura morta" raffigurando vari strumenti di fatto inservibili, come il liuto che ha 5 corde e non 12 come di regola, e il violino, che ha 2 corde e non 4.

## Iconologia
Il manoscritto musicale aperto presenta chiaramente la lettera V, che, come già detto, vorrebbe indicare l'iniziale del nome del committente; si vedono inoltre la chiave di mezzosoprano e quattro pentagrammi che al momento risultano indecifrabili; secondo Maurizio Marini, il brano musicale dovrebbe essere stato composto dallo stesso marchese Giustiniani, dilettante di musica, collezionista di strumenti musicali e autore del Discorso sopra la musica del 1628. Giustiniani ricorda nei suoi scritti le serate musicali, alla presenza di suoi amici interessati alla musica come i cardinali Montalto, buon dilettante di clavicembalo, Aldobrandini e Del Monte e si rammarica in particolare che l'arte del liuto fosse caduta in disuso rispetto ai bei tempi passati, ora sostituita dalla tiorba.  
Gli strumenti musicali disposti in terra si trovano raffigurati anche nella Santa Cecilia coi santi Paolo, Giovanni Evangelista, Agostino della Pinacoteca di Bologna, del 1514 c., di Raffaello (ma gli strumenti musicali sono stati eseguiti da Giovanni da Udine): Mina Gregori vi vede un possibile riferimento iconografico che avrebbe ispirato Caravaggio. 
Richard Symons, in una pagina dedicata a questo dipinto nel suo Diary (1650), parla di un modello di nome Checco del Caravaggio (Checco e Cecco sono diminutivi di Francesco), ora identificato come Francesco Boneri, detto Cecco del Caravaggio, che il pittore aveva già dipinto più volte e che era il suo ragazzo ("was his boy") o un servitore che giaceva con lui ("his owne boy or servant that laid with him"). Naturalmente, il viaggiatore e critico inglese aveva raccolto voci che a distanza di tempo ancora giravano su un dipinto così scandaloso, ma la coabitazione (o convivenza) fra il pittore e il suo servo-allievo è documentata da un censimento parrocchiale del 1605, in cui risulta che Cecco divideva una stanza col Caravaggio. La posa di Amore-Cecco, nudo con le gambe aperte, appare in questo senso chiaramente compiaciuta e scandalosamente rivolta agli osservatori. È una tesi sostenuta da studiosi di area anglosassone, anche importanti come Sydney Joseph Freedberg. 
Rifiutata da quasi tutti gli studiosi italiani di area cattolica è, invece, la tesi omoerotica relativa a Cecco quale possibile servo-amante del pittore: nettamente contrari Maurizio Calvesi e Maurizio Marini, che nella posa vedono un simbolo, già usato dall'altro Michelangelo, il Buonarroti, per significare resurrezione, vittoria e trionfo. E si pensi alla scultura del Genio della Vittoria di Michelangelo, anch'esso con le gambe aperte, cui fa riferimento anche Moir come precedente iconografico e ripresa a pieno corpo della scultura nella pittura. Potrebbe quindi essere un sottinteso già presente nel Buonarroti e ironicamente ripreso dal pittore, ma va anche considerato come ancora non vi siano sufficienti studi sulla sessualità nella Roma del Rinascimento e del Seicento e come nei gruppi chiusi maschili non può essere del tutto errato pensare a una condivisione culturale anche in chiave omoerotica. Allo stesso modo si sono trascurati, tanto per il Buonarroti quanto per Caravaggio, i riferimenti iconografici alla sessualità di Eros derivati da Ovidio e Apuleio e piuttosto vivi nella grafica e nella pittura rinascimentale.